# ريتو باومغارتنر
ريتو باومغارتنر هو لاعب كرة قدم سويسري في مركز الدفاع، ولد في 28 أبريل 1967 في سويسرا. لعب مع نادي بازل.